# Balcón corrido

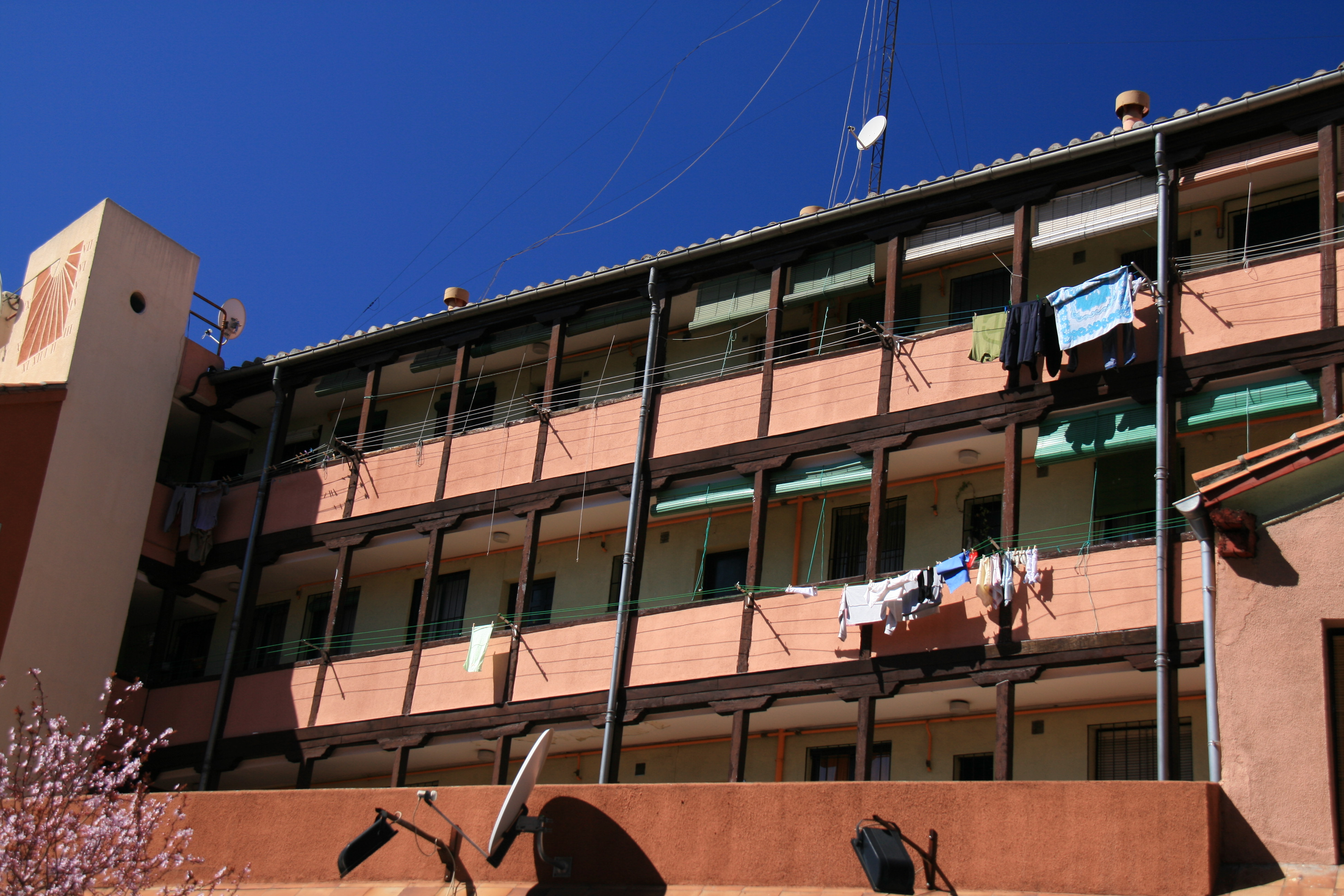
Un ejemplo de balcón corrido en una corrala en el barrio de Lavapiés (Madrid).

Un balcón corrido es un tipo de balcón que abarca varias puertas y ventanas de una fachada. Su expresión arquitectónica es similar a la de un pasillo exterior: galería o balaustre. Se expone generalmente como un mirador largo y volado. Suele ser habitual en la arquitectura popular española, en muchos casos es un balcón cerrado (protegido por una especie de tejaroz o tejadillo). Este tipo de balcón se encuentra en la arquitectura madrileña expresando las corralas.